# نی‌نامه
نی‌نامه نامی است که به ۱۸ بیت نخست دفتر اول مثنوی معنوی نوشتهٔ مولانا جلال‌الدین محمد بلخی داده‌اند. این ابیات چکیده‌ای از مفهوم ۶ دفتر مثنوی است.

## مضمون
مضمون اصلی ابیات نی‌نامه این است که تخلی نفس که موجب رسیدن به قابلیت دریافت عنایات غیبی است جز با وساطت و اشارت اشخاصی که مظهر نور خدا هستند میسر نخواهد بود.

## متن نی‌نامه
| بشنو این نی چون شکایت می‌کند     |  | از جُدایی‌ها حکایت می‌کند            |
| کَز نیستان تا مرا بُبریده‌اند      |  | در نَفیرم مرد و زن نالیده‌اند       |
| سینه خواهم شَرحه‌شَرحه از فِراق     |  | تا بگویم شرحِ دردِ اشتیاق           |
| هر کسی کو دور ماند از اصل خویش  |  | بازجوید روزگارِ وصلِ خویش           |
| من به هر جمعیتی نالان شدم       |  | جُفت بدحالان و خوش‌حالان شدم        |
| هر کسی از ظَنِ خود شد یارِ من      |  | از درون من نَجُست اسرارِ من          |
| سِرِ من از نالهٔ من دور نیست       |  | لیک چشم و گوش را آن نور نیست      |
| تن ز جان و جان ز تن مستور نیست  |  | لیک کس را دید جان دستور نیست      |
| آتش است این بانگ نای و نیست باد |  | هر که این آتش ندارد، نیست باد     |
| آتش عشق است کَاندَر نِی‌فُتاد        |  | جوشش عشق است کَاندر مِی فُتاد        |
| نی حریف هر که از یاری برید      |  | پرده‌هایش پرده‌های ما درید          |
| همچو نی زَهری و تَریاقی که دید؟   |  | همچو نی دمساز و مشتاقی که دید؟    |
| نی حدیث راه پُرخون می‌کند         |  | قصه‌های عشق مجنون می‌کند            |
| محرم این هوش، جز بی‌هوش نیست     |  | مَر زبان را مُشتری جُز گوش نیست      |
| در غم ما روزها بی‌گاه شد         |  | روزها با سوزها همراه شد           |
| روزها گر رفت گو: رو باک نیست    |  | تو بمان، ای آن که چون تو پاک نیست |
| هرکه جز ماهی زِ آبش سیر شد       |  | هرکه بی روزیست روزش دیر شد        |
| درنَیابَد حالِ پُخته هیچ خام        |  | پس سُخن کوتاه باید، وَِالسَلام        |

## وزن
فاعلاتن فاعلاتن فاعلن (رملِ مسدّسِ محذوف یا وزن مثنوی)

## مطالعه بیشتر
- مثنوی و سمبولیسم